# Cantonul Saint-Denis-3
Cantonul Saint-Denis-3 este un canton din arondismentul Saint-Denis, Réunion, Franța.